# Витица
Витица (Vitiza; Wittiza, Witica, Witicha, Vitiza, Witiges; 687; † 710) е крал на вестготите от 702 до 710 г.
Той е син на крал Егика и кралица Киксило и негов наследник на трона.
Егика го прави съ-владетел през 694 или 695 г. Управлява бившето царстсво на свебите в град Туи (Галиция). През последните години на възрастния си баща, той управлява страната. През ноември или декември 702 г. Егика умира и той става единственият владетел.
Бил е много обичан и имало мир.
Умира през 710 г. На трона се качва Родерих.